# Membranomyces
Membranomyces är ett släkte av svampar. Membranomyces ingår i familjen Clavulinaceae, ordningen Cantharellales, klassen Agaricomycetes, divisionen basidiesvampar och riket svampar.
|               | Clavulicium                             |
|               |                                         |
| Membranomyces | \| \| Membranomyces spurius \| \| \| \| |
|               | \| \| Membranomyces spurius \| \| \| \| |
|               | Clavulina                               |
|               |                                         |
|               | Multiclavula                            |
|               |                                         |
|               | Membranomyces spurius                   |
|               |                                         |

|  | Membranomyces spurius |
|  |                       |